# Silly (Band)
Silly, ursprünglich Familie Silly, ist eine deutsche Rockband, die 1978 in Ost-Berlin gegründet und mit der Sängerin Tamara Danz populär wurde.
Heute besteht die Band aus dem langjährigen Musikerstamm Rüdiger „Ritchie“ Barton (Keyboard, Gesang), Uwe Hassbecker (Gitarre, Geige), Hans-Jürgen „Jäcki“ Reznicek (E-Bass). Die Gesangsrolle übernahm von 2006 bis Dezember 2018 Anna Loos und von 2019 bis 2022 AnNa R. Seit 2023 singt Toni Krahl neben Julia Neigel (seit 2019) die Gesangsrolle. Als „ständige Gastmusiker“ sind Reinhard Petereit alias Herr Petereit, Daniel Hassbecker und Ronny Dehn dabei.

## Geschichte

### 1978–1996: Von den Anfängen bis Tamara Danz’ Tod
Thomas Fritzsching (Gitarre, Gesang) gründete die Band 1978 in Berlin-Prenzlauer Berg. Zusammen mit Mathias Schramm (E-Bass) entdeckte er Tamara Danz als Sängerin, holte den Keyboarder Ulrich Mann von der Musikhochschule Weimar, Mike Schafmeier (Schlagzeug) aus Cottbus und Manfred Kusno (Keyboard), der jedoch bald zur Band Metropol wechselte.
Der Bandname Silly stand bereits fest, wurde aber von den DDR-Behörden wegen des Anglizismus nicht zugelassen; überdies wird silly übersetzt mit „albern“, „einfältig“. So nannte sich die Band Familie Silly und erklärte Silly kurzerhand zum Bandmaskottchen – eine Katze. Die damaligen Behörden akzeptierten schließlich, dass sich die Band seit 1980 nur noch Silly nannte. Die ersten Gastspiele fanden in Bulgarien, Rumänien und in Norwegen statt. Besonders in Rumänien waren sie sehr erfolgreich. 1981 gewannen sie die Goldene Lyra, den Hauptpreis des Festivals Bratislavská lýra, einen der bedeutendsten Unterhaltungsmusikpreise der RGW-Staaten.
Ursprünglich wurde Silly als eine unbedarfte, lustige Combo inszeniert, vergleichbar mit dem Charakter der Neuen Deutschen Welle in Westdeutschland. Nach Veröffentlichung des Albums Tanzt keiner Boogie kam es zu Umbesetzungen: 1982 ersetzte Ritchie Barton, der seit zwei Jahren mit Tamara Danz zusammengelebt hatte, die beiden Gründungsmitglieder Manfred Kusno und Ulrich Mann am Keyboard. Außerdem stieß der Texter Werner Karma hinzu und beeinflusste die Entwicklung der Gruppe maßgeblich: Für das 1983 veröffentlichte Album Mont Klamott schrieb er alle Texte. Laut Michael Rauhut verband die Band auf dem Album „den musikalischen Biss der New Wave mit sinnlich-prallen und tieflotenden Bildern auf einem nicht nur für DDR-Verhältnisse einzigartigen Niveau“. Tatsächlich hatte Silly durch die Texte Probleme mit der Zensur, was stärker noch das Nachfolgeralbum Zwischen unbefahrenen Gleisen und drei Lieder, z. B. Tausend Augen, betraf, das verboten wurde. Als Liebeswalzer erschien es 1985 in einer entschärften Version.
Mont Klamott wurde 1983 in der DDR zur Platte des Jahres gewählt. Das gleichnamige Lied erreichte 1983 Platz 4 der DDR-Jahreshitparade. Ein Lied für die Menschen wurde 1983 für das Festival „Rock für den Frieden“ im Palast der Republik geschrieben und gemeinsam mit Dieter Birr von den Puhdys aufgeführt. Im Dokumentarfilm flüstern & SCHREIEN – Ein Rockreport von 1988 sagte Danz: „Wir haben ganz zu Anfang sehr viele Kompromisse gemacht, daraus haben wir gelernt, und seitdem machen wir keine mehr. […] Du kannst keine Musik machen mit Kompromissen.“ Die damaligen Songs von Silly sind meist sehr poetisch und haben versteckte Andeutungen, die sich – vorbei an der Zensur – mit den Lebensumständen in der DDR kritisch auseinandersetzen. Sängerin Tamara Danz erläuterte in der Nachwende-Zeit die Vorgehensweise beim Texten und beschrieb, dass man bewusst sogenannte „Grüne Elefanten“ in die Lieder einbaute, Textstücke also, die so übertrieben und kritisch waren, dass sie garantiert von der Zensur angegangen wurden. Neben diesen Übertreibungen konnten dann kleinere, verstecktere Andeutungen, die das bewusst hörende Publikum durchaus wahrnahm, im Text verbleiben.
Zum Politikum gestaltete sich 1984 die Veröffentlichung des Nachfolgealbums von Mont Klamott. Nachdem das Ministerium für Kultur die Gestaltung des Covers missbilligt, geht die Zensur mit den Texten von Werner Karma weiter. Drei der ursprünglich für das Album vorgesehenen Songs müssen mit neuen Texten versehen und der Titel des Albums auf Liebeswalzer geändert werden. Die bereits produzierten und teilweise schon ausgelieferten Langspielplatten werden nach offizieller Anweisung zurückgeholt und vernichtet.
1984 verließ auch der Schlagzeuger Mike Schafmeier die Band und wechselte zu MTS, sein Nachfolger wurde Herbert Junck. 1986, nach Fertigstellung der LP Bataillon d’Amour, musste Bassist Mathias Schramm gehen. Jäcki Reznicek (E-Bass) von Pankow und Uwe Hassbecker (Gitarre, Geige), der zuvor bei Stern Meißen gespielt hatte, kamen dazu. Hassbecker – zunächst heimlicher Geliebter – wurde Partner und später Ehemann von Tamara Danz.
1988 erhielt Silly den Preis Goldene Amiga. Im August des Jahres verließ Werner Karma die Band wegen interner Differenzen; auf Februar sind nur noch zwei Texte von ihm. Die Lieder wurden nun hauptsächlich von Tamara Danz, Ritchie Barton und Uwe Hassbecker komponiert und von Danz mit Unterstützung von Gerhard Gundermann getextet. Das Album Februar wurde im Preußen Tonstudio in West-Berlin aufgenommen und erschien im Februar 1989. Es enthält kritischere und direktere Texte als die Vorgängeralben. Es folgten viele Tourneen, unter anderem im vereinigten Deutschland, in Dänemark, Schweden, Österreich und den USA.
Im September 1989 desselben Jahres gehörten alle Silly-Mitglieder zu den Erstunterzeichnern der Resolution von Rockmusikern und Liedermachern, die die DDR-Regierungspolitik kritisierte. Am 12. November, unmittelbar nach der Maueröffnung, nahm Silly am Konzert für Berlin in der Deutschlandhalle teil.
1993 erschien das Album Hurensöhne; im Jahr darauf musste Thomas Fritzsching die Band verlassen. In der Folgezeit war Fritzsching weiterhin in der Musikindustrie tätig, spielte in mehreren Bands mit und komponierte auch für andere Interpreten und komponierte Filmmusiken. Ebenfalls in diesem Jahr entstand das Live-Doppelalbum Silly + Gundermann & Seilschaft nach einem gemeinsamen Konzert beider Bands. Hassbecker und Barton betätigten sich in der Folge immer mehr als Musikproduzenten, unter anderem für Gerhard Gundermann, City, Karat und viele mehr. Danz, Barton und Hassbecker bauten ab 1994 das Danzmusik Studio auf und machten sich damit produktionstechnisch unabhängig. Das Album Paradies, das als eines der besten Alben der Band gilt, entstand als erste Produktion im eigenen Studio. Während der Produktion wurde bei Tamara Danz Krebs diagnostiziert. Nach Erscheinen des Albums Paradies im Frühjahr 1996 starb Tamara Danz am 22. Juli 1996 im Alter von 43 Jahren an Brustkrebs.

### 1996–2006: Werdegang hin zur neuen Sängerin

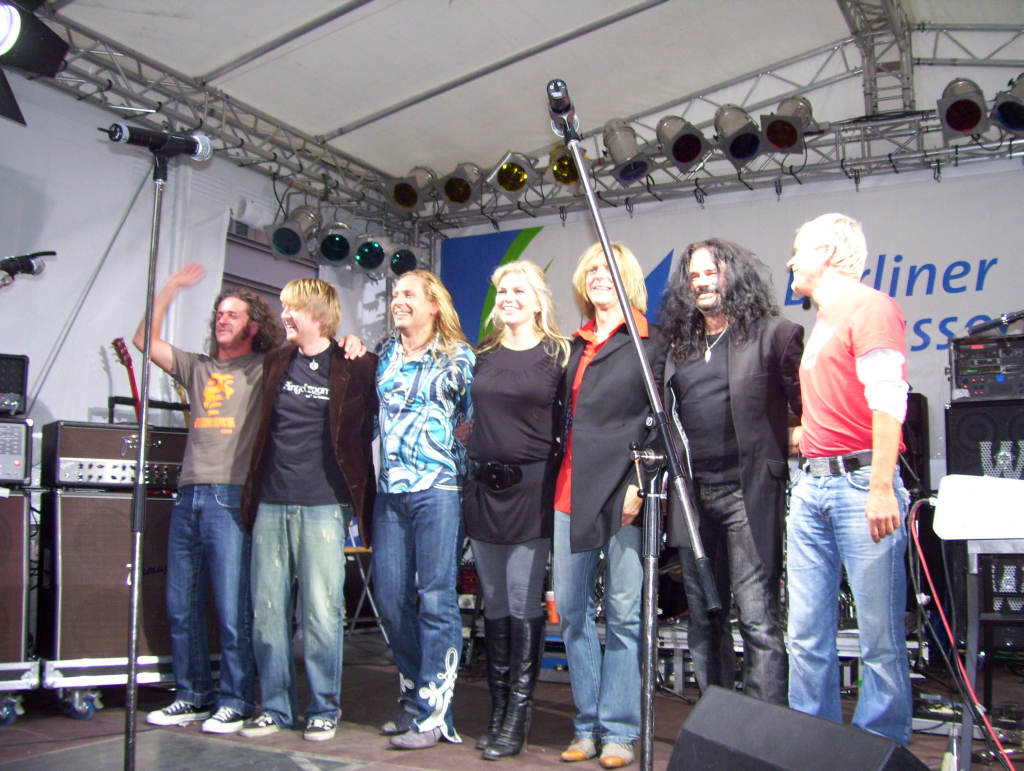
Silly mit Sängerin Anna Loos 2007

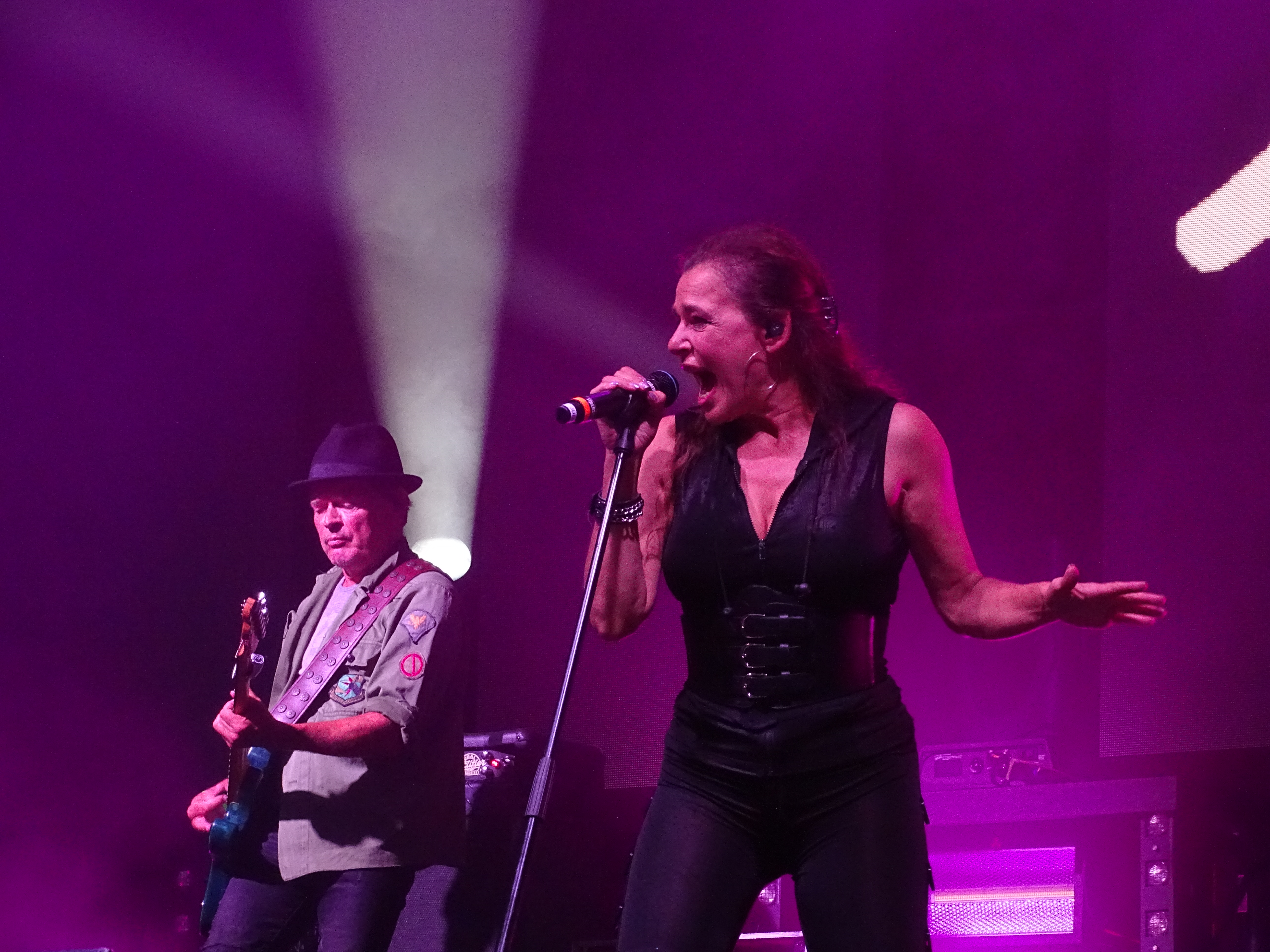
Julia Neigel und Reinhard Petereit bei einem Auftritt von Silly 2022

Alle Musiker gingen zwischenzeitlich eigenen Projekten nach. Reznicek ist unter anderem Dozent an der Dresdner Musikhochschule, Hassbecker gefragter Studiomusiker und zusammen mit Barton Musikproduzent. Seit 2000 spielen und arbeiten sie unter anderem mit dem Sänger Joachim Witt und produzieren dessen Alben Bayreuth 3 und Auf Ewig.
Am 31. Mai 2005 starb Herbert Junck an Krebs. Somit war die Gruppe nur noch zu dritt. Nach dem Tod von Tamara Danz hatte Junck in Interviews vielfach bedauert, dass sich das Verhältnis zu seinen ehemaligen Bandkollegen sehr abgekühlt hatte. Im Herbst 2005 folgte ein erfolgreiches Comeback als Silly & Gäste, mit verschiedenen prominenten Gastsolisten wie Katy Karrenbauer, Anna Loos, Anja Krabbe und Toni Krahl.
Auf der Bühne stehen inzwischen neben Hassbecker, Barton, Reznicek und Gästen regelmäßig auch Rezniceks Sohn Sebastian am Schlagzeug und Hassbeckers Sohn Daniel von der Band Mariannenplatz am zweiten Keyboard bzw. Cello sowie Reinhard „Reini“ Petereit (Herr Petereit) von Rockhaus an der zweiten Gitarre.
Die Schauspielerin Anna Loos trat im Herbst 2006 im Rahmen der Silly & Anna Loos Elektroakustiktour 2006/2007 die Nachfolge von Tamara Danz als Frontfrau an.

### 2007 bis 2018
Die Band komponierte die Musik zum Kinofilm Der Mond und andere Liebhaber von Bernd Böhlich mit Katharina Thalbach in der Hauptrolle. Der Soundtrack wurde gleichzeitig mit dem Kinostart des Films im Juli 2008 veröffentlicht. Außerdem veröffentlichte die Band im 30. Jahr ihres Bestehens eine 3-DVD-Box einschließlich einer Neuauflage des Buches Tamara Danz – Legenden von Alexander Osang und dem Soundtrack von Der Mond und andere Liebhaber.
Silly spielte auch 2008 auf vielen Freilichtkonzerten und nahm neben den Puhdys, Karat und vielen anderen zum zweiten Mal an der erfolgreichen Ostrock-in-Klassik-Tour mit dem Filmorchester Babelsberg teil.
2010 spielte Silly in der SOKO-Leipzig-Folge Silly – Tod im Konzert sich selbst: Bei einem Konzert wird die Band in einen Mordfall verwickelt. Im gleichen Jahr erschien mit Alles rot das erste Studioalbum mit komplett neuen Titeln seit dem Tod von Tamara Danz. Die Texte schrieb wiederum Werner Karma.
Silly nahm am Bundesvision Song Contest 2010 für Sachsen-Anhalt teil und belegte dort den zweiten Platz.
Für das folgende Album wurde die Zusammenarbeit mit Werner Karma beendet und Anna Loos übernahm das Texten für die Band. Die bereits von Karma für Silly fertig gestellten Texte finden sich auf dem 2017 erschienenen Album der Zöllner Dirk und das Glück: Zöllner trifft Karma wieder. Im November 2019 standen Hassbecker und Barton für die ZDF-Dokumentation Soundtrack der Freiheit neben Loos und weiteren Musikern vor der Kamera.
Im Dezember 2018 wurde bekannt, dass Anna Loos nicht mehr Teil von Silly ist und sich stattdessen um ihre Solokarriere kümmern möchte.

### Ab 2019: AnNa R. und Julia Neigel als Sängerinnen
Als die neuen Sängerinnen für die Analog Tour ab November 2019 wurden AnNa R. und Julia Neigel vorgestellt. Bei zehn Konzerten in zehn verschiedenen Städten wird an jedem Abend ein anderes Album der Band in den Fokus gestellt. Die Band kündigte ein neues Album mit AnNa R. und Julia Neigel an, das am 17. September 2021 erschienen ist und Instandbesetzt heißt. Es beinhaltet unter anderem drei neue Lieder, aber auch neu aufgenommene Lieder ihrer schon veröffentlichten Alben. Das neue Lied Hamsterrad wurde im Juli 2021 veröffentlicht. Das Lied Werden und Vergehen wurde als neue Single zum Album am 6. August 2021 veröffentlicht. Beide neuen Lieder sind Duette mit den neuen Sängerinnen. Die Band kündigte außerdem eine Tournee mit beiden Sängerinnen für den Herbst 2021 an.

### Seit 2023: Julia Neigel und Toni Krahl als Sänger
AnNa R. schied Anfang 2023 als Sängerin aus. Im Mai 2023 verkündete die Band Silly, dass neben der Sängerin Julia Neigel nun Toni Krahl, ehemals Sänger der Band City, den Gesangspart als weiterer Sänger für die Konzertreihe 2023 übernimmt. Eine weitere Zusammenarbeit mit beiden Sängern nach den Konzerten im Jahre 2023 wurde angekündigt.

## Diskografie

### Studioalben
| Jahr | Titel Musiklabel              | Höchstplatzierung, Gesamtwochen, AuszeichnungChartplatzierungen (Jahr, Titel, Musiklabel, Platzierungen, Wochen, Auszeichnungen, Anmerkungen) | Höchstplatzierung, Gesamtwochen, AuszeichnungChartplatzierungen (Jahr, Titel, Musiklabel, Platzierungen, Wochen, Auszeichnungen, Anmerkungen) | Anmerkungen                         |
| Jahr | Titel Musiklabel              | DE | CH | Anmerkungen                         |
| ---- | ----------------------------- | --- | --- | ----------------------------------- |
| 1996 | Paradies SPV                  | DE59 (5 Wo.)DE | — | Erstveröffentlichung: 1996          |
| 2010 | Alles rot Island              | DE3 Platin · (64 Wo.)DE | — | Erstveröffentlichung: 19. März 2010 |
| 2013 | Kopf an Kopf Island/Universal | DE2 Gold · (27 Wo.)DE | CH97 (1 Wo.)CH | Erstveröffentlichung: 22. März 2013 |
| 2016 | Wutfänger Island/Universal    | DE5 (16 Wo.)DE | — | Erstveröffentlichung: 6. Mai 2016   |

Weitere Studioalben
- 1980: Silly (Rocktopus/Hansa, Bundesrepublik Deutschland)
- 1981: Tanzt keiner Boogie? (Amiga)
- 1983: Mont Klamott (Amiga, auch Pool/BRD)
- 1984: Zwischen unbefahrenen Gleisen (Amiga; wurde mit einem Veröffentlichungsverbot belegt)
- 1985: Liebeswalzer (Amiga, abgeänderte und umbenannte Neuausgabe von Zwischen unbefahrenen Gleisen)
- 1986: Bataillon d’Amour (Amiga)
- 1989: Februar (BMG Ariola/Amiga)
- 1993: Hurensöhne (DSB Berlin)

### Livealben
- 1999: Silly + Gundermann & Seilschaft Unplugged (live)
- 2006: Silly & Gäste – Live in Berlin (Das Konzert im Berliner Tempodrom vom 16. Oktober 2005, Doppel-CD)
- 2011: Alles rot erinnert euch an live (Live-CD)
- 2013: Kopf an Kopf Live (Doppel-CD)
- 2017: Wutfänger – Das Konzert (Live in Berlin) (Doppel-CD)

### Kompilationen
| Jahr | Titel Musiklabel                                 | Höchstplatzierung, Gesamtwochen, AuszeichnungChartsChartplatzierungen (Jahr, Titel, Musiklabel, Platzierungen, Wochen, Auszeichnungen, Anmerkungen) | Anmerkungen                              |
| Jahr | Titel Musiklabel                                 | DE | Anmerkungen                              |
| ---- | ------------------------------------------------ | --- | ---------------------------------------- |
| 1996 | Bye, Bye... Best of Silly Vol. 1 Amiga           | DE31 (10 Wo.)DE | Erstveröffentlichung: 1996               |
| 1997 | P.S. – Best of Silly Vol. 2 BMG                  | DE49 (6 Wo.)DE | Erstveröffentlichung: 1997               |
| 2016 | Tamara Danz – Asyl im Paradies – 1952–1996 Amiga | DE46 (1 Wo.)DE | Erstveröffentlichung: 12. August 2016    |
| 2019 | Zehn – Das Beste aus 10 Alben Sony               | DE67 (1 Wo.)DE | Erstveröffentlichung: 13. September 2019 |
| 2021 | Instandbesetzt Electrola/Universal               | DE7 (6 Wo.)DE | Erstveröffentlichung: 17. September 2021 |

Weitere Kompilationen
- 1999: Traumteufel
- 2005: Silly Klassiker + Sounds
- 2006: Silly – Die Original Amiga Alben (8-CD-Box)
- 2011: Silly – Original Album Classics (5-CD-Box)
- 2015: Musik unserer Generation – Die größten Hits

### Soundtracks
- 2008: Der Mond und andere Liebhaber

### Singles
| Jahr | Titel Album                            | Höchstplatzierung, Gesamtwochen, AuszeichnungChartplatzierungen (Jahr, Titel, Album, Platzierungen, Wochen, Auszeichnungen, Anmerkungen) | Höchstplatzierung, Gesamtwochen, AuszeichnungChartplatzierungen (Jahr, Titel, Album, Platzierungen, Wochen, Auszeichnungen, Anmerkungen) | Anmerkungen                           |
| Jahr | Titel Album                            | a DDR | DE | Anmerkungen                           |
| ---- | -------------------------------------- | --- | --- | ------------------------------------- |
| 1982 | Der letzte Kunde –                     | DDR18DDR | — | Erstveröffentlichung: 1982            |
| 1983 | Mont Klamott                           | DDR4DDR | — | Erstveröffentlichung: 1983            |
| 1983 | Die wilde Mathilde Mont Klamott        | DDR36DDR | — | Erstveröffentlichung: 1983            |
| 1984 | Ein Lied für die Menschen Mont Klamott | DDR6DDR | — | Erstveröffentlichung: 1984            |
| 1985 | So ’ne kleine Frau –                   | DDR15DDR | — | Erstveröffentlichung: 1985            |
| 1986 | So ’ne kleine Frau –                   | DDR33DDR | — | Erstveröffentlichung: 1986            |
| 1986 | Bataillon d’Amour                      | DDR4DDR | — | Erstveröffentlichung: 1986            |
| 1987 | Schlohweißer Tag Bataillon d’Amour     | DDR29DDR | — | Erstveröffentlichung: 1987            |
| 1987 | Panther im Sprung Bataillon d’Amour    | DDR28DDR | — | Erstveröffentlichung: 1987            |
| 1989 | Verlorne Kinder Februar                | DDR5DDR | — | Erstveröffentlichung: 1989            |
| 1989 | Über ihr taute das Eis Februar         | DDR24DDR | — | Erstveröffentlichung: 1989            |
| 1990 | S.O.S. Februar                         | DDR13DDR | — | Erstveröffentlichung: 1990            |
| 2010 | Ich sag nicht ja Alles rot             | — | DE68 (3 Wo.)DE | Erstveröffentlichung: 5. März 2010    |
| 2010 | Alles rot                              | — | DE27 (10 Wo.)DE | Erstveröffentlichung: 24. August 2010 |
| 2013 | Deine Stärken Kopf an Kopf             | — | DE19 (13 Wo.)DE | Erstveröffentlichung: 1. März 2013    |

Weitere Singles
- 1980: Tanzt keiner Boogie? (Rocktopus/Hansa, Bundesrepublik Deutschland)
- 1980: Pack’ deine Sachen (Amiga)
- 1982: Dicke Luft (Amiga)
- 1984: Die Ferne (Amiga)
- 1989: Paradiesvögel (BMG)
- 1993: Hurensöhne (MCD, DSB)
- 1993: Bye Bye (MCD, DSB)
- 1996: Asyl im Paradies (MCD, SPV)
- 2011: Erinnert (mit Jan Josef Liefers; Island)
- 2016: Kampflos (Island)
- 2021: Werden und Vergehen (Universal)

### Videoalben
- 1996: Best of Silly
- 1999: Silly + Gundermann & Seilschaft Unplugged, aufgenommen am 22. November 1994 im Lindenpark Potsdam
- 2002: flüstern & SCHREIEN mit Feeling B, Chicoree (Die Zöllner), Sandow, Silly und anderen
- 2004: 25 Jahre Silly
- 2006: Silly und Gäste, aufgenommen am 16. Oktober 2005 im Berliner Tempodrom
- 2008: Silly – Tamara (3 DVDs + CD + Buch)
- 2013: Silly – Kopf an Kopf live
- 2017: Wutfänger – Das Konzert (Live aus Berlin), aufgenommen in der Columbiahalle am 20. November 2016

## Auszeichnungen
- Goldene Henne
  - 2013: in der Kategorie „Ehrenpreis Rock/Pop“
  - 1988: Kunstpreis der DDR